# Gulf Coast League
Die Gulf Coast League ist eine Minor-League-Baseball-Liga auf Anfängerebene, die in Florida, USA, tätig ist. Zusammen mit der Arizona League bildet sie die niedrigste Klasse in der nordamerikanischen Minor League.
Die Teams spielen in den Frühjahrstrainingsstätte ihrer Partner-Baseballclubs der Major League und befinden sich im Besitz dieser Clubs. Die Spieler, die dieser Stufe zugeordnet sind, sind Spieler, die einige Wochen vor Beginn der Saison im MLB-Draft gewählt wurden und daher wird der Schwerpunkt auf die Entwicklung von Fähigkeiten und nicht auf das Wettbewerbsspiel gelegt.

## Geschichte
Vor der Gründung dieser Liga verwendeten drei verschiedene Ligen den Namen Gulf Coast League, eine 1907 bis 1908 operierende Class D Liga, eine 1926 operierende Class D Liga und eine 1950 bis 1953 existierende Class C Liga. Alle drei Ligen operierten an den Golfküsten von Texas und Louisiana.
Komplexe Baseball-Ligen, die vor spärlicher Menschenmenge spielten und oft Morgenspiele planten, um die Sommerhitze und nachmittägliche Gewitter zu vermeiden, wurden nach dem drastischen Rückgang des Minore League Baseballs in den 1950er und 1960er Jahren eingeführt. MLB-Teams brauchten einen Einstieg in den professionellen Baseball für 18- und 19-jährige Spieler. Sie gelten in der Regel als die niedrigste Stufe der Rangliste der Minore League und liegen damit eine Stufe unter anderen Ligen auf Anfängerniveau wie dem Appalachen- oder der Pioneer League.
Die Liga wurde 1964 als Sarasota Rookie League (SRL) mit vier Teams gegründet, die in Sarasota spielen. Ursprünglich sollte es die Golf Coast Division einer landesweiten Rookie League sein, mit der East Division in Cocoa. Allerdings spielten die East- und West-Teams nie gegeneinander. Die vier Teams der SRL bestanden aus Kadern, die von den Chicago White Sox, Milwaukee Braves, New York Yankees und St. Louis Cardinals gestellt wurden.
Die Liga fügte 1965 Teams in Bradenton hinzu und änderte ihren Namen in Florida Rookie League.
Die Liga nahm ihren heutigen Namen, Gulf Coast League, für die Saison 1966 an. In den 90er Jahren expandierte die Liga an die Ostküste Floridas.
Am 21. Juni 2016 stellte die GCL Jen Pawol ein. Sie ist die erste Schiedsrichterin in der Minor League Baseball seit 2007 und die erste in der GCL seit 1978. 2017 stellte die GCL eine weitere Schiedsrichterin ein, Emma Charlesworth-Seiler.